# 古贺峰一
古贺峰一（1885年9月25日—1944年3月31日），日本帝國海军大将，生于佐贺县西松浦郡，太平洋战争中，接替山本五十六海军大将繼任联合舰队司令长官，在海军乙事件中死亡，死后追授予元帅称号（旧日本海军的元帅并非军衔）。

## 生平
1885年（明治18年）9月25日出生于佐賀县西松浦郡有田村。曾在佐贺中学就读。1903年12月17日考入江田岛海軍兵学校34期成绩195人中排名第29号，1906年11月19日毕业时成绩175人中排名第14号，以少尉候补生的身份在巡洋舰“松島”上实习，1907年12月20日晋升海军少尉。1909年进入海军炮术学校以及海军水雷学校普通科受训，同年晋升海军中尉，任巡洋舰“宗谷”上海军少尉候补生的教官。1911年调往战列舰“安艺”上，同年12月1日晋升海军大尉，进入海军大学乙种班。1912年（大正元年）12月调往战列舰“鹿岛”任分隊長，1913年12月起任第二舰队参谋。
1915年12月13日入海军大学甲种班第15期，1917年11月29日毕业时成绩为20人中排名第4位。1918年担任海军省军务局第一科科员。1920年到1922年间派驻法国。回国后，就任联合舰队参谋。1926年12月1日晋升海军大佐，1926年至1928年再度出任日本驻法国使馆海軍武官，其间1927年曾任日内瓦海军裁军会议代表团随員。回国后，担任海軍省先任副官，伦敦海军裁军会议时日本海军内部巨舰大炮主义论的舰队派占多数，主张对美、英强硬立场，古贺峰一被认为属于主张对美、英协调的条约派，与山梨勝之進、堀悌吉、下村正助等人共同尽力缔结限制海军军备条约，与米内光政、山本五十六、井上成美等相熟，与山本五十六、堀悌吉有亲近的个人关系。1930年起历任青叶号重巡洋舰、伊势号战列舰等舰舰长，1932年起先后任军令部第3、第2各班长，其间晋升海軍少将，后调任軍令部第2部部长。1935年以后，就任第7战队、练习舰队司令官等职务，1936年12月1日晋升海军中将。1937年担任军令部次长。
1939年以后，历任第2舰队、中国方面舰队、横须贺镇守府司令长官，太平洋战争开始时，古贺在进攻香港战役中指挥海军作战。于1942年5月1日晋升海军大将。1943年山本五十六阵亡后，于4月21日接任联合舰队司令长官。当时美军逐渐掌握战争主动权，古贺主张采取守势，联合舰队以游擊戰法进行舰队决战，重组联合舰队编制，试图改变战事逐渐变得困难的状况。美军发动吉爾伯特及馬紹爾群島戰事以及轰炸联合舰队的基地特鲁克岛时，古贺保守的策略，不支援、不解救海岛守备队，试图保存舰队实力。美军空袭帕劳时，从帕劳撤退往达沃在1944年3月31日飞机事故中死亡（日本海军内部称为海軍乙事件）。死后追授元帅。